# Curtiss T-32 Condor II
El Curtiss T-32 "Condor II" fue un avión comercial y bombardero biplano estadounidense de los años 30, construido por la Curtiss Aeroplane and Motor Company. Fue usado por el Cuerpo Aéreo del Ejército de los Estados Unidos como transporte ejecutivo.

## Diseño y desarrollo
El Condor II era un biplano de dos vanos de 1933 de construcción mixta, con un único estabilizador vertical y timón, y tren de aterrizaje retráctil. Estaba propulsado por dos motores radiales Wright Cyclone. El primer avión voló el 30 de enero de 1933 y más tarde  fue construido un lote de producción de 21 aviones. Los aviones de producción fueron equipados como transportes nocturnos de lujo para 12 pasajeros. Entraron en servicio con  Eastern Air Transport y American Airways, precursores de Eastern Air Lines y American Airlines, en servicios nocturnos regulares durante los siguientes tres años. El 15 de junio de 1934, el horario del sistema de American Airlines comercializaba sus Condor como “Los Primeros Aviones-cama Completos del Mundo”, siendo equipados estos aviones para 12 pasajeros en literas y también siendo de capaces de alcanzar una velocidad de crucero de 305,78 km/h. Un ejemplo de los servicios de Condor operados por American eran vuelos diarios por la noche entre Dallas y Los Ángeles durante la mitad de los años 30, siendo la ruta Dallas-Ft. Worth-Abilene-Big Spring, Texas-El Paso-Douglas, Arizona-Tucson-Phoenix-Los Ángeles. 
La Fuerza Aérea Colombiana operó tres BT-32 equipados con flotadores en la Guerra colombo-peruana en 1933. 
Dos T-32 modificados fueron comprados por el Cuerpo Aéreo del Ejército de los Estados Unidos (designados YC-30) para usarlos como transportes ejecutivos. Un Condor fue convertido con depósitos de combustible extra y usado en la Expedición Antártica de los Estados Unidos de 1939-41, y, de forma única para un Condor, tenía tren aterrizaje fijo que permitía el uso de flotadores o esquíes. Algunos aviones fueron más tarde modificados al estándar AT-32 con hélices de paso variable y góndolas motoras mejoradas. La variante AT-32D podía ser convertida de la configuración avión-cama a la de uso diurno con 15 asientos. Cuatro T-32 que operaban en el Reino Unido fueron requisados y puestos en servicio con la Real Fuerza Aérea británica al comienzo de la Segunda Guerra Mundial. 
Se construyeron 8 ejemplares de la variante de bombardeo (BT-32) con torretas armadas, operadas manualmente, en el morro y en la parte superior del fuselaje trasero. Estos aviones fueron exportados. Una versión de carga militar (CT-32) también fue construida para Argentina. Tenía una gran puerta de carga en el lado de estribor del fuselaje.

## Variantes

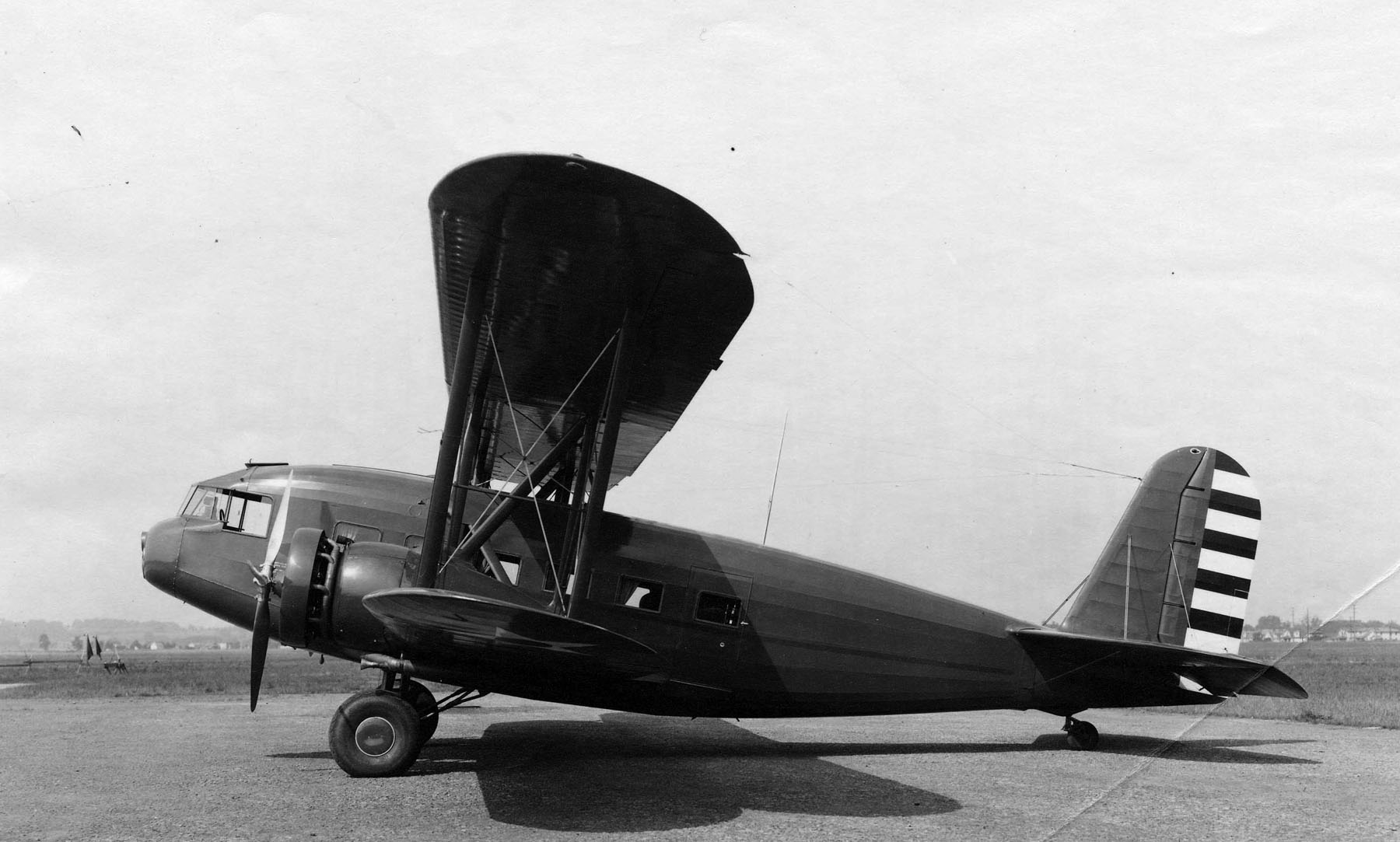
Un YC-30 del USAAC en 1933.

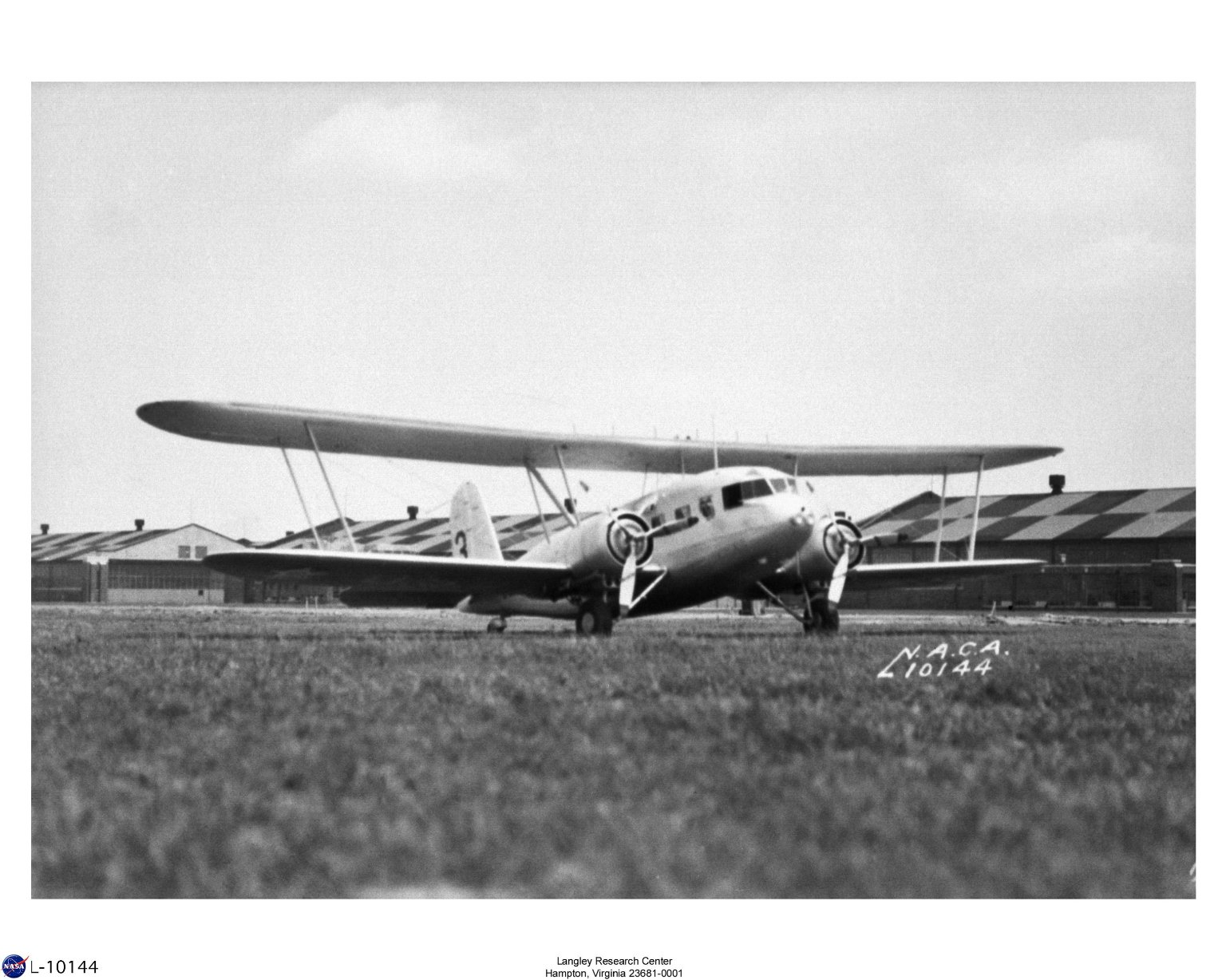
Curtiss R4C-1 de la Armada estadounidense.

T-32
Avión-cama nocturno de lujo de producción, 21 construidos, incluyendo dos como YC-30.
T-32C
Diez T-32 modificados al estándar AT-32.
AT-32, AT-32A
Variante con hélices de paso variable y motores Wright SGR-1820-F3 Cyclone de 529 kW (710 hp), tres construidos.
AT-32B
Variante del AT-32 con motores Wright SGR-1820-F2 Cyclone de 537 kW (720 hp), tres construidos.
AT-32C
Variante del AT-32, con motores Wright SGR-1820-F2 Cyclone de 537 kW (720 hp), tres construidos para Swissair.
AT-32D
Variante del AT-32 con motores Wright SGR-1820-F3 Cyclone de 537 kW (720 hp), cuatro construidos.
AT-32E
Variante del AT-32 para la Armada de los Estados Unidos como R4C-1, dos construidos.
BT-32
Variante de bombardeo, ocho construidos.
CT-32
Variante militar de carga con gran puerta de carga, tres construidos.
YC-30
Designación del Cuerpo Aéreo del Ejército de los Estados Unidos para dos T-32.
R4C-1
Designación de la Armada de los Estados Unidos para dos AT-32E (uno para el Cuerpo de Marines de los Estados Unidos), ambos usados más tarde por Investigación Antártica de los Estados Unidos.  

## Operadores

### Civiles
Chile
- LAN Chile: operó tres antiguos aviones de American Airlines.

 El Salvador
- Transportes Aéreos Centroamericanos (TACA)

 Estados Unidos
- American Airways (más tarde rebautizada American Airlines)
- Eastern Air Transport (más tarde rebautizada Eastern Air Lines)

 Perú
- Peruana de Aviación

 Reino Unido
- International Air Freight, Croydon: operó cuatro T-32.[3]

 República de China
- China National Aviation Corporation: operó seis cargueros AT-32E.

 Suiza
- Swissair

### Militares
Argentina
- Armada Argentina: operó tres aviones de la variante CT-32, uno como entrenador de tripulaciones y dos como cargueros.

 República de China
- Fuerza Aérea de China Nacionalista: operó la variante BT-32.

 Colombia
- Fuerza Aérea Colombiana: operó tres BT-32 con flotadores.

 Estados Unidos
- Cuerpo Aéreo del Ejército de los Estados Unidos: operó dos aviones YC-30.
- Cuerpo de Marines de los Estados Unidos: recibió un avión R4C-1.
- Armada de los Estados Unidos: recibió un avión R4C-1.

 Honduras
- Fuerza Aérea Hondureña

 Perú
- Fuerza Aérea del Perú: operó la variante BT-32.

 Reino Unido
- Real Fuerza Aérea británica: cuatro aparatos T-32 requisados a International Air Freight. No fueron usados en servicio y se desguazaron en la No 30 Maintenance Unit, RAF Sealand.[3]

## Apariciones notables en los medios
- El Curtiss T-32 Condor II, con los colores de American Airlines (y del Air Mail) y designado "Condor 151", aparece en varias escenas principales en la película Bright Eyes (1934) de Shirley Temple.
- También aparece en la producción Traveling Saleslady (1935) de la Warner Bros., protagonizada por Joan Blondell.

## Accidentes
- El 27 de julio de 1934, el Condor CH-170 de Swissair, debido a un defecto en el material de un ala de la aeronave, se rompió en vuelo y se estrelló en Tuttlingen, Alemania; en el accidente, que fue el único en la historia de operación de los Condor, murieron los 12 ocupantes.[3]

## Especificaciones (BT-32)

### Características generales
- Longitud: 15,1 m (49,5 ft)
- Envergadura: 25 m (82 ft)
- Altura: 5 m (16,3 ft)
- Superficie alar: 118,5 m² (1276 ft²)
- Peso vacío: 5095 kg (11 229,4 lb)
- Peso máximo al despegue: 7938 kg (17 495,4 lb)
- Planta motriz: 2× motor radial de nueve cilindros refrigerado por aire y sobrealimentado Wright SGR-1820-F3 Cyclone.
  - Potencia: 529 kW (729 HP; 719 CV) cada uno.

### Rendimiento
- Velocidad máxima operativa (Vno): 283 km/h (176 MPH; 153 kt)
- Alcance: 1352 km (730 nmi; 840 mi)
- Techo de vuelo: 6705 m (21 998 ft)

### Armamento
- Ametralladoras: 

  - 5x Browning M1919 de 7,62 mm flexibles
- Bombas: 

  - 762 kg

## Aeronaves relacionadas

### Secuencias de designación
- Secuencia CW-_ (interna de Curtiss): CW-1 - CW-2 - CW-3 - CW-4 - CW-5 - CW-6 - CW-7 →
- Secuencia C-_ (Aviones de Carga del USAAC/USAAF/USAF, 1924-1962): ← C-27 - C-28 - C-29 - C-30 - C-31 - C-32 - C-33 →
- Secuencia R_C (Aviones de Transporte de la Armada estadounidense, 1931-1962 (Curtiss, 1922-62)): RC - R4C - R5C